# جمعية ماكس بلانك

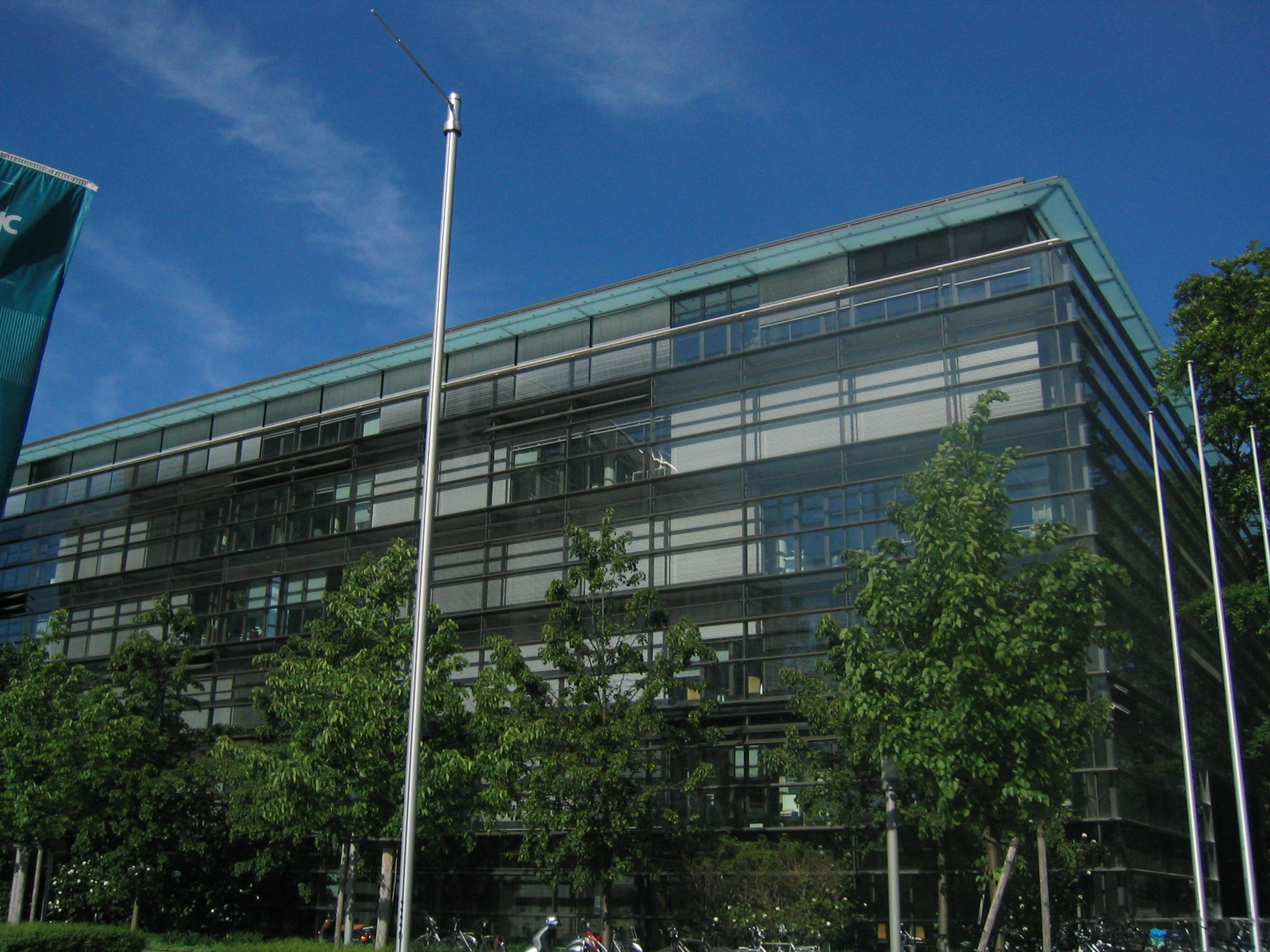
مبنى مجلس إدارة جمعية ماكس بلانك في ميونخ

جمعية ماكس بلانك لدعم العلوم (بالألمانية: Max-Planck-Gesellschaft zur Förderung der Wissenschaften (MPG)) جمعية علمية نفعيّة مهتمة بالبحث العلمي مقرها في العاصمة الألمانية برلين ومجلس إدارتها في ميونخ.
تعد هذه الجمعية مسؤولة عن 86 معهدًا ومؤسسة علمية تابعة لها، تقوم بالبحث العلمي في شتى فروع المعرفة اعتماداً على البحوث الأساسية في مجالات العلوم الطبيعية والاجتماعية والإنسانية. تعمل جمعية ماكس بلانك ومعاهدها بالتنسيق مع الجامعات الألمانية، إلا أنها تبقى مستقلة عنها. تعتمد الجمعية من أجل تسيير أعمالها على التمويل الحكومي من قبل الحكومة الاتحادية وحكومات الولايات الإتحادية.
تعتبر جمعية ماكس بلانك من أهم مراكز البحث العلمي الرائدة في ألمانيا، ولها سمعتها المعروفة عالمياً. تركز جمعيه ماكس بلانك عموما على التميز في البحث العلمي. منذ تأسيسها في بدايات القرن العشرين (كانت تعرف بجمعيه القيصر وليام للعلوم) وحتى اليوم، حصل 33 عالماً من ماكس بلانك على جوائز نوبل في شتى المعارف، اخرها كان عام 2014 في الكيمياء. تتراوح المجالات البحثيه فيها من شتى المعارف والحقول، من الاقتصاد والفنون إلى الطب والكيمياء وأبحاث الفضاء.
بحسب عده تصنيفات عالميه، تحتل جمعيه ماكس بلانك مواقع الصدارة في البحث العلمي على مستوى العالم، وتعتبر من أبرز مراكز الأبحاث في العلوم الأساسيه على مستوى العالم. في دراسه أجراها موقع تومسون رويترز بين عامي 1999 و 2009 اشتملت ما يزيد عن 4000 مؤسسه بحثيه عالميه، من حيث تأثير الأبحاث المنشوره لكل مؤسسه على المجال العلميه المختلفه، احتلت جمعيه ماكس بلانك المرتبة الثانية عالميا من حيث أهميه وتأثير الأبحاث المنشوره فيها على حركه العلوم المختلفه (تسبقها في الترتيب جامعه هارفارد فقط). في مجال العلوم الفيزيائيه وأبحاث الفضاء، احتلت المؤسسة الصدارة عالميا من حيث أهميه وتأثير البحوث المنشوره فيها على الحقل العلمي، متفوقه على مراكز أخرى منافسه كمعهد ماساشوستس للتقنيه (ام أي تي) وجامعتي هارفارد وبرنستون.

## التاريخ
لقد قامت جمعية ماكس-بلانك أساساً على أنقاض جمعية القيصر فيلهلم لدعم العلوم Kaiser-Wilhelm-Gesellschaft Förderung der Wissenschaften (MPG) التي قادت البحث العلمي في ألمانيا حتى نهاية الحرب العالمية الثانية. بعد انتهاء الحرب العالمية الثانية بهزيمة ألمانيا واحتلالها، وكون الجمعية كانت من ضمن المؤسسات البحثية التي وُجهت لها تهمة مساندة ألمانيا النازية في الحرب، فقد أصر الحاكم العسكري الأمريكي في ألمانيا على حل الجمعية نهائيا، بينما اقترح الحاكم البريطاني إعادة تسميتها وتغيير قياداتها، وبذلك تم الاتفاق أن تكون التسمية الجديدة للجمعية، جمعية ماكس بلانك، نسبة إلى ماكس بلانك، أحد مؤسسي نظرية الكم في العلم الحديث، والذي كان يبلغ من العمر في ذلك الوقت 88 عاماً وتوفي في 4 أكتوبر 1947، أي قبل تسمية الجمعية بإسمه ببضعة أشهر. وتم الإعلان عن تأسيس الجمعية كجمعية خلف لجمعية القيصر فيلهلم في 26 فبراير 1948 وتعيين أوتو هان أول رئيساً لها، ويكون مقرها مدينة غوتننغن.

## من معاهد ماكس بلانك
- معهد ماكس بلانك لأبحاث الفحم
- معهد ماكس بلانك للأبحاث الطبية
- معهد ماكس بلانك للطب التجريبي
- معهد ماكس بلانك للكيمياء الحيوية
- معهد ماكس بلانك لعلم الوراثة الجزيئي
- معهد ماكس بلانك للفلك
- معهد ماكس بلانك للرياضيات